# Nekrocenoza
Nekrocenoza (łac. necrosis – martwica i gr. koinos – wspólny) – zespół szczątków organizmów obumarłych w różnym czasie lub różnych miejscach i nagromadzonych w jednym miejscu.
Nekrocenoza, tanatocenoza - "cmentarzysko", zbiorowisko zgromadzonych na dnie zbiornika wodnego lub na brzegu szczątków martwych organizmów, np. odsyp muszlowy (liptocenoza)
Nagromadzenie może być spowodowane ruchami wody. Przykładem nekrocenozy może być stanowisko Ortel Królewski w Zaklęsłości Łomaskiej. Występują tam osady z malakofauną, pochodzące z interglacjału mazowieckiego. Zasięg występowania osadów z malakofauną ogranicza się do wąskiego pasa, co interpretuje się jako skutek działania wiatrów, które powodowały dryfowanie w tę strefę unoszących się na powierzchni jeziora muszli wypełnionych gazem gnilnym.